# 蒂芬巴赫 (上普法尔茨行政区)
蒂芬巴赫（德語：Tiefenbach，發音：[ˈtiːfn̩bax]）是德国巴伐利亚州上普法尔茨行政区卡姆县的市镇，总面积45.82平方千米，2023年12月31日总人口为1,876人。